# Хе Жоюй
Хе Жоюй (*何若愚, дати народження й смерті невідомі) — китайський лікар часів династії Цзінь.

## Життєпис
Стосовно дати й місця народження нічого не відомо. Практикував здебільшого у період династії Цзінь.
Був вправний в голковколювані й припікані, добре знався на системі каналів і колатералей. Є засновником методів голковколювання по «виливання та вливанню Цзи-У», чому присвятив спеціальний трактат у 1153 році (складався з 3 цзюней). Ґрунтуючись на записах в каноні «Хуанді ней цзін» («Канон Жовтого імператора про внутрішнє») та в інших стародавніх книгах, він першим став застосовувати вколювання «відкритих» точок в певні частини доби по закономірностям циркуляції Ці і крові в каналах. Крім того, Хе Жоюй запропонував використовувати числа, що «породжують» і «формують», при стимуляції і седатации, а також за певними принципами встановлювати тривалість голковколювання в залежності від числа видихів і вдихів пацієнта.